# Wszechlek żeń-szeń
Wszechlek żeń-szeń, żeń-szeń właściwy (Panax ginseng C.A. Meyer) – gatunek byliny z rodziny araliowatych.
Kiedyś dziko występował na północy Półwyspu Koreańskiego, północno-wschodnich Chinach, Japonii i wschodniej części Rosji (Kraj Nadmorski i zlewnia rzeki Ussuri), jednak przez intensywny zbiór jego naturalny obszar występowania skurczył się do zaledwie trzech siedlisk znajdujących się na terenie Rosji i Chin. Od 1975 roku żeń-szeń znajduje się w Rosji w czerwonej księdze jako gatunek zagrożony.
Nazwa rośliny na Zachodzie pochodzi od chińskiej nazwy rénshēn (人蔘; wym. „żen-szen”) oznaczającej „korzeń przypominający wyglądem człowieka”, co nawiązuje do kształtu kłącza. W większości języków europejskich żeń-szeń jest określany jako „ginseng” – łacińska transkrypcja chińskiej nazwy ustanowionej przez europejskich misjonarzy, którzy badali chińską medycynę i ziołolecznictwo. Polska nazwa „żeń-szeń” została zapożyczona z rosyjskiego (Rosjanie transkrybują chińską głoskę miękkopodniebienną „ng” jako „n”, a głoskę dziąsłową „n” jako „ń” – stąd też twardopodniebienna głoska „ń”, niewystępująca w języku chińskim).

## Morfologia

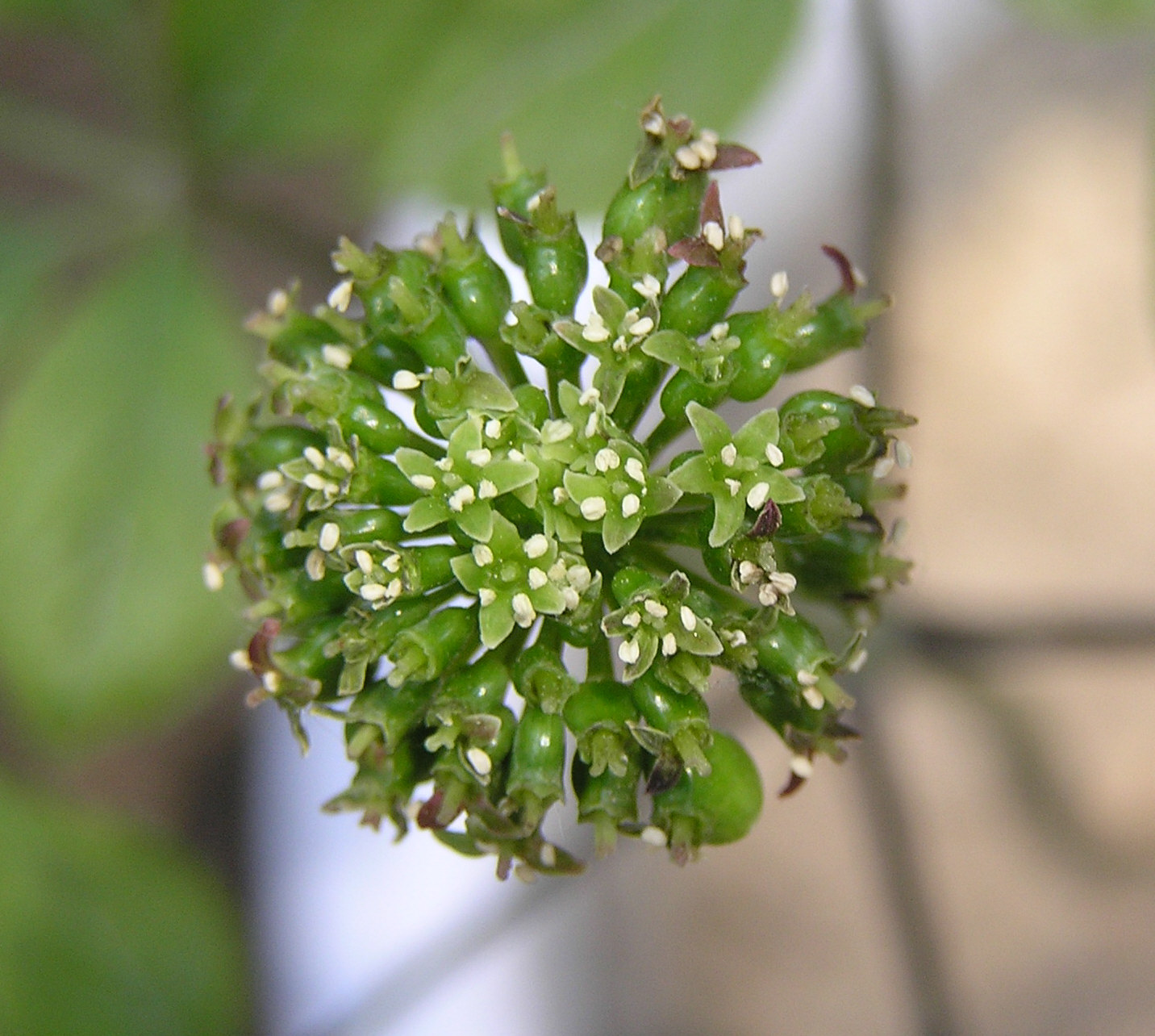
Kwiaty

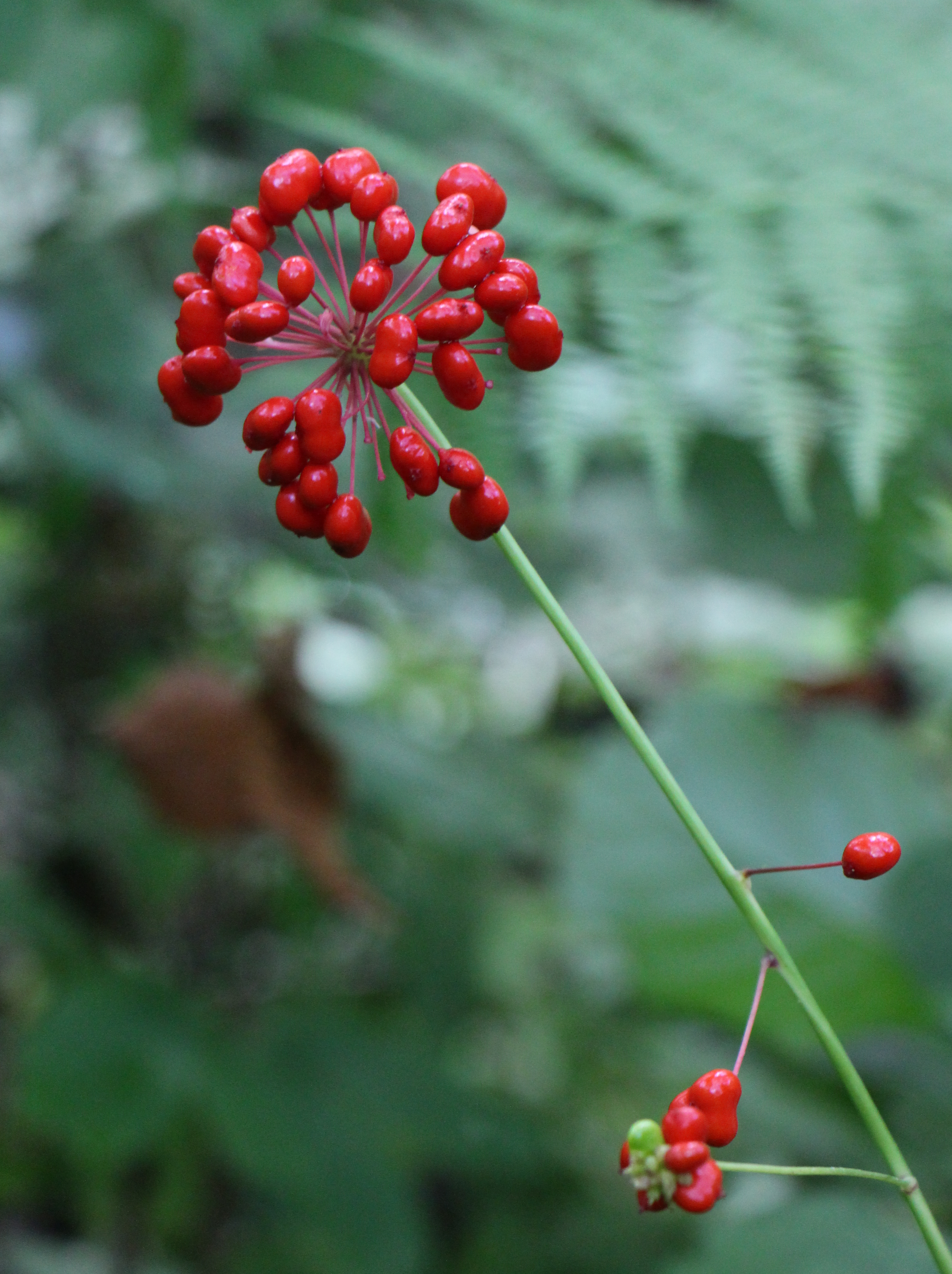
Owoce

PokrójBardzo zmienny, uzależniony od wieku rośliny.
ŁodygaRośliny starsze niż 2-letnie, oprócz przyziemnej rozety, tworzą nagą, obłą łodygę, wewnątrz pustą, o wysokości około 50 cm, na której w górnej części tworzy jeden pięciolistny okółek.
LiścieW pierwszym roku roślina tworzy tylko jeden trójpalczasty liść, którego ogonek pełni funkcję łodygi (ogonek jest „pełny”) i nie przekracza 8 cm wysokości; listki osiągają 12 cm. W następnych latach tworzy się jeden pięciopalczasty liść. Dopiero ok. 10 roku życia roślina zaczyna tworzyć przyziemną rozetę o większej ilości liści (w warunkach naturalnych).
KwiatyZebrane w baldach złożony o 15–20 drobnych, seledynowych lub białoróżowych, obupłciowych kwiatach. Pięć pręcików i jeden dwuszyjkowy słupek, zalążnia dwukomorowa.
OwocJagodokształtny, jaskrawoczerwony pestkowiec, zawierający najczęściej po dwa zrośnięte nasiona. Mają one średnicę 4–6 mm i tarczowaty kształt. Dojrzałe nasiona znajdują się w białej, twardej pestce, zawierającej mały, niedojrzały zarodek rozrastający się do formy dojrzałej dopiero po opadnięciu owoców. Wiąże się z tym bardzo długi okres kiełkowania, który obejmując stratyfikację ciepłą (dojrzewanie zarodka) i zimną trwa w sumie od 18 do 22 miesięcy.
KorzeńPalowe kłącze, słabo rozgałęzione, o małej ilości korzeni, w kolorze białopopielatym lub jasnokremowym. Na kłączu rozwijają się liczne pączki śpiące i jeden zimujący, którego formowanie trwa dwa sezony wegetacyjne. Jego uszkodzenie lub zamarcie (w warunkach naturalnych) może spowodować tzw. „sen” rośliny, trwający nawet 20 lat, po czym wznawia ona normalny wzrost (normalnie, u rośliny tracącej stożek wzrostu, w tym samym sezonie lub najdalej następnym, rozwijają się pąki śpiące).

## Zastosowanie
- Roślina lecznicza:

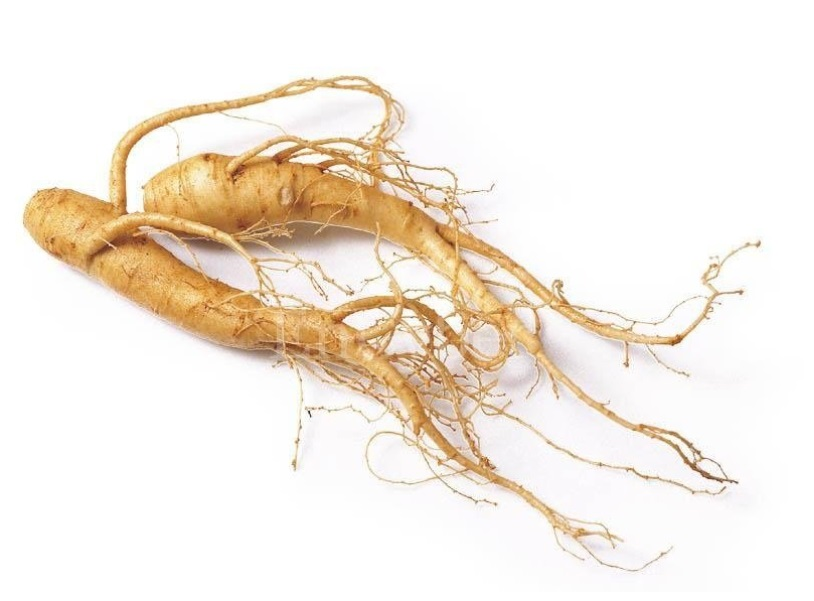
Korzeń żeń-szenia

  - Skuteczność: preparaty z żeń-szenia wydają się poprawiać funkcje kognitywne, samopoczucie i jakość życia zdrowych ludzi, brakuje jednak silnych dowodów na to, że pomaga on pacjentom z demencją[7]. Badania sugerujące efekt przeciwnowotworowy są niejednoznaczne[8]. Żeń-szeniowi przypisuje się również właściwości afrodyzjakalne, których istnienie dowiedziono w badaniu przeprowadzonym na myszach[9].
  - Przeciwwskazania: preparaty z żeń-szeniem są bezpieczne także przy długotrwałym stosowaniu, należy jednak uważać przy stosowaniu suplementów z żeń-szeniem, gdyż często są one fałszowane i nie zawierają żeń-szenia. Z powodu braku odpowiednich badań odradza się stosowanie preparatów z żeń-szenia u dzieci, kobiet w ciąży i karmiących; cukrzycy powinni uważać przy stosowaniu, gdyż może on obniżać poziom cukru we krwi[7].
  - Dawkowanie: 1–2 g suszonego korzenia dziennie, 200–600 mg ekstraktu[10]. Należy uważać, ponieważ liczne dostępne na rynku preparaty zawierają dawki odmienne od rekomendowanych na podstawie badań[11].
  - Skutki uboczne: brak poważnych skutków ubocznych przy stosowaniu zalecanych dawek. Przy dużych dawkach mogą pojawić się nadciśnienie, nerwowość, drażliwość, rozwolnienie, wypryski skórne, bezsenność[7].
  - Interakcje z lekami: wykazano istnienie potencjalnie groźnych dla zdrowia interakcji między preparatami żeń-szenia i niektórymi lekami. Żeń-szeń należy do inhibitorów niektórych izoenzymów cytochromu P450 (CYP3A4, CYP2D6), co może odpowiadać za wystąpienie interakcji farmakologicznych[12]:
    - z niektórymi lekami przeciwdepresyjnymi: zwiększone ryzyko wystąpienia zespołu serotoninowego, priapizm, zaburzenia w układzie sercowo-naczyniowym, wzmożona potliwość
    - z niektórymi lekami przeciwpsychotycznymi (głównie haloperidolem): komorowe zaburzenia rytmu serca
    - z niektórymi lekami benzodiazepinowymi: halucynacje, psychoza, sedacja, majaczenie
    - z niektórymi inhibitorami pompy protonowej: zmniejszenie ich skuteczności i potencjalne zwiększenie ryzyka wystąpienia krwawień z górnego odcinka przewodu pokarmowego.

- Roślina kosmetyczna:
  - Wyciąg z korzenia dodawany jest do kosmetyków różnego typu z racji jego rzekomych właściwości odmładzających[13][14].

## Uprawa

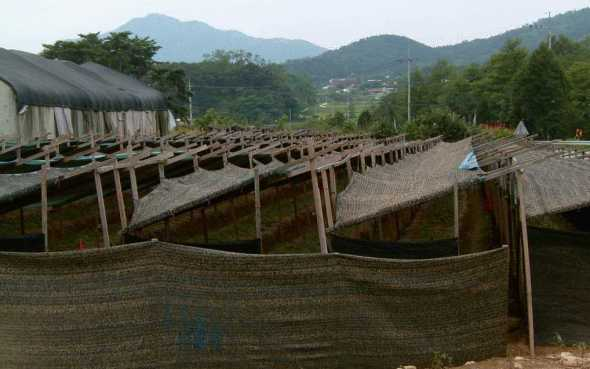
Zacienianie pola żeń-szenia

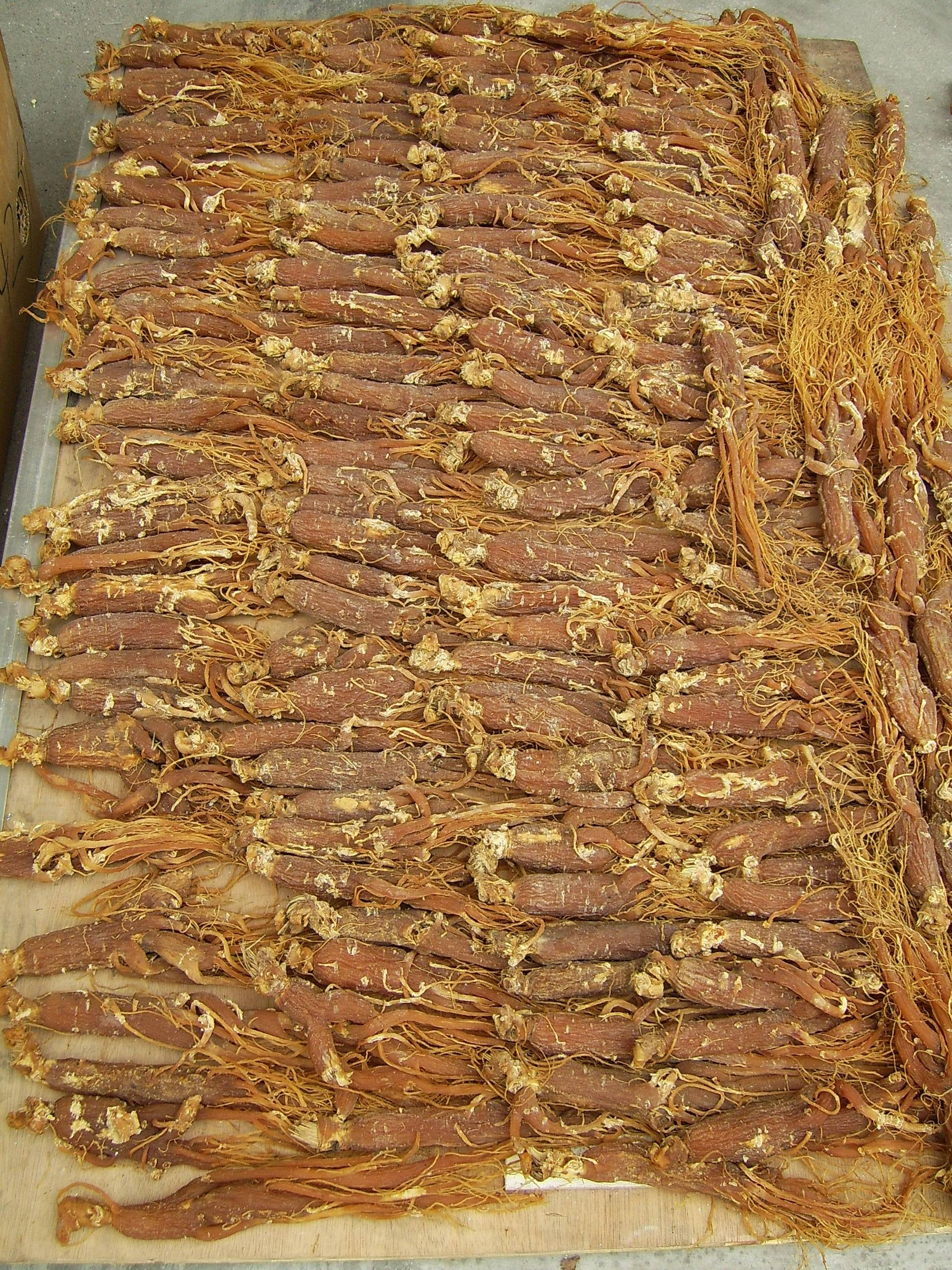
Żeń-szeń czerwony po zbiorze

Historia uprawyPierwsze próby uprawy żeń-szenia właściwego podjęto już w latach osiemdziesiątych XIX w. na naturalnych terenach występowania rośliny w pn. Korei i Mandżurii. Pierwszą, ok. 1 hektarową plantację w Rosji założył w 1910 r. niejaki Jankowski w Kraju Nadmorskim. Przetrwała ona do końca rewolucji na Dalekim Wschodzie (1922 r.). Na początku lat trzydziestych w Związku Radzieckim rozpoczęto hodowlę doświadczalną i przemysłową na terenach rezerwatów „Suputinski” i „Kiedrowa Pad”, gdzie naturalnie występuje żeń-szeń. Przełom w agrotechnice na początku lat sześćdziesiątych poprzedniego stulecia pozwolił dodatkowo wprowadzić do uprawy amerykański żeń-szeń pięciolistny, który okazał się łatwiejszy w hodowli i mniej wybredny, choć zawiera mniej substancji aktywnych. W tym samym czasie opanowano hodowlę żeń-szenia japońskiego w Japonii.
WymaganiaUprawa rośliny jest dość trudna ze względu na jej wymagania. Lubi ona gleby żyzne, próchniczne, ale przepuszczalne, o odczynie lekko kwaśnym. Ponieważ nie znosi bezpośredniego nasłonecznienia, musi być sztucznie zacieniana (patrz zdjęcie). Żeń-szeń właściwy wytrzymuje temp. do −43 °C, ale nie wytrzymuje zim z ociepleniami i opadami deszczu w okresie spoczynku, co powoduje konieczność zabezpieczania roślin w okresie zimowym przed nadmiarem wilgoci.
Sposób uprawyW warunkach naturalnych masa korzeni roślin 1–3-letnich wynosi ok. 1 g, a 20-letnich od 20 do 30 g. Na plantacjach masa korzeni dwuletnich waha się od 3 do 7 g, a 5–6-letnich od 30 do 60 g. Korzenie żeń-szenia pięciolistnego pozyskuje się z plantacji w wieku 4–6-lat, a żeń-szenia właściwego w wieku 6–8 lat. Korzenie pozyskuje się jesienią, gdy osiągają ok. 15 cm długości i średnicę 2 cm. Dawniej korzenie konserwowano głównie przez suszenie. Obecnie korzenie sterylizuje się parą wodną o temp. 120–130 °C przez ok. dwie godziny, a następnie suszy. W wyniku tego otrzymuje się surowiec, który ma lśniącą, czerwoną powierzchnię i nazywany jest „żeńszeniem czerwonym”, w przeciwieństwie do „żeńszenia białego”, który otrzymuje się z okorowanych korzeni poddanych działaniu dwutlenku siarki i wysuszeniu w temp. ok. 100 °C.